# 澤西祐典
澤西 祐典（さわにし ゆうてん、1986年7月12日 - ）は、日本の小説家、龍谷大学講師である。

## 経歴
兵庫県生まれ。2010年京都大学文学部卒、2015年同大学院人間・環境学研究科共生文明学専攻博士後期課程修了、「芥川龍之介における海外文学受容について 旧蔵書を通して見える風景」で博士（人間・環境学）。大学院在学中の2011年に、「フラミンゴの村」で第35回すばる文学賞を受賞。2015年別府大学専任講師、2019年より龍谷大学国際学部講師。専門は芥川龍之介。

## 作品

### 単行本
- 『フラミンゴの村』（2012年2月、集英社）
  - 初出:『すばる』2011年11月号
- 『別府フロマラソン』（2017年7月、書肆侃侃房）
- 『文字の消息』（2018年6月、書肆侃侃房）
  - 文字の消息（『すばる』2012年7月号）
  - 砂糖で満ちてゆく（『群像』2013年4月号）
  - 災厄の船（『文學界』2016年8月号）
- 『雨とカラス』（2019年9月、書肆侃侃房）
  - 雨とカラス（『たべるのがおそい』第5号 2018年4月）
  - 氷の像（『すばる』2012年7月号）
  - 雨の中、傘の下（『早稲田文学2014年秋号』2014年8月）
  - 国際あなた学会（書き下ろし）

### 翻訳
- 『芥川龍之介英米怪異・幻想譚』柴田元幸共編訳、岩波書店、2018年11月

### アンソロジー収録
- 砂糖で満ちてゆく（『文学2014』2014年4月、講談社）
  - 初出:『群像』2013年4月号
- 貝殻人間（『夏のカレー 現代の短篇小説ベストコレクション2024』2024年9月、文春文庫）
  - 初出:『小説新潮』2023年8月号

### 単行本未収録作品
- ムービット・ウィゴー（『早稲田文学6号』2013年9月）
- 湯けむり（『大分合同新聞』2016（平成28）年4月30日朝刊）
  - 2016年1月30日に別府大学で行われた特別講演「文学への誘い -日本文学最前線-」[4]にて福永信、円城塔と競作された作品[5]。同年12月に青空文庫で公開された[6]。
- 地獄にて（『すばる』2016年7月号）
- くじらようかん（『すばる』2019年6月号）
- 妖精展覧会（『小説新潮』2020年12月号）
- 虹のこ（『文學界』2024年10月号）